# Карашевичі
Карашевичі — старовинний український рід ймовірно татарсько-литовського походження.
Карашевич Платон Іоанович (помер у 1885) — протоієрей, магістр Санкт-Петербурзької духовної семінарії, автор праці: «Очерк истории православной церкви на Волыни» (СПб., 1855, магіст. дис.). Походив з родини волинських священиків.
Карашевич Марія Іоанівна (1832 р.н) — донька священика на Волині Одружена зі священиком Павлом Стефановичем.